# اکبرآباد (ایذه)
اکبرآباد (ایذه)، بخش مرکزی شهرستان ایذه در استان خوزستان ایران است.